# Conseil national (régime de Vichy)
Pour les articles homonymes, voir Conseil national.
Le Conseil national est une assemblée consultative créée le 22 janvier 1941 par le régime de Vichy, en France, à l'initiative de Pierre-Étienne Flandin. Il s’agit d’une « vaste cellule de réflexion du régime de Vichy destinée à rechercher les moyens d’améliorer la situation précaire dans laquelle se trouve le pays après la défaite » de 1940.
Il disparaît fin novembre 1943 des comptes-rendus officiels.

## Histoire

### Création

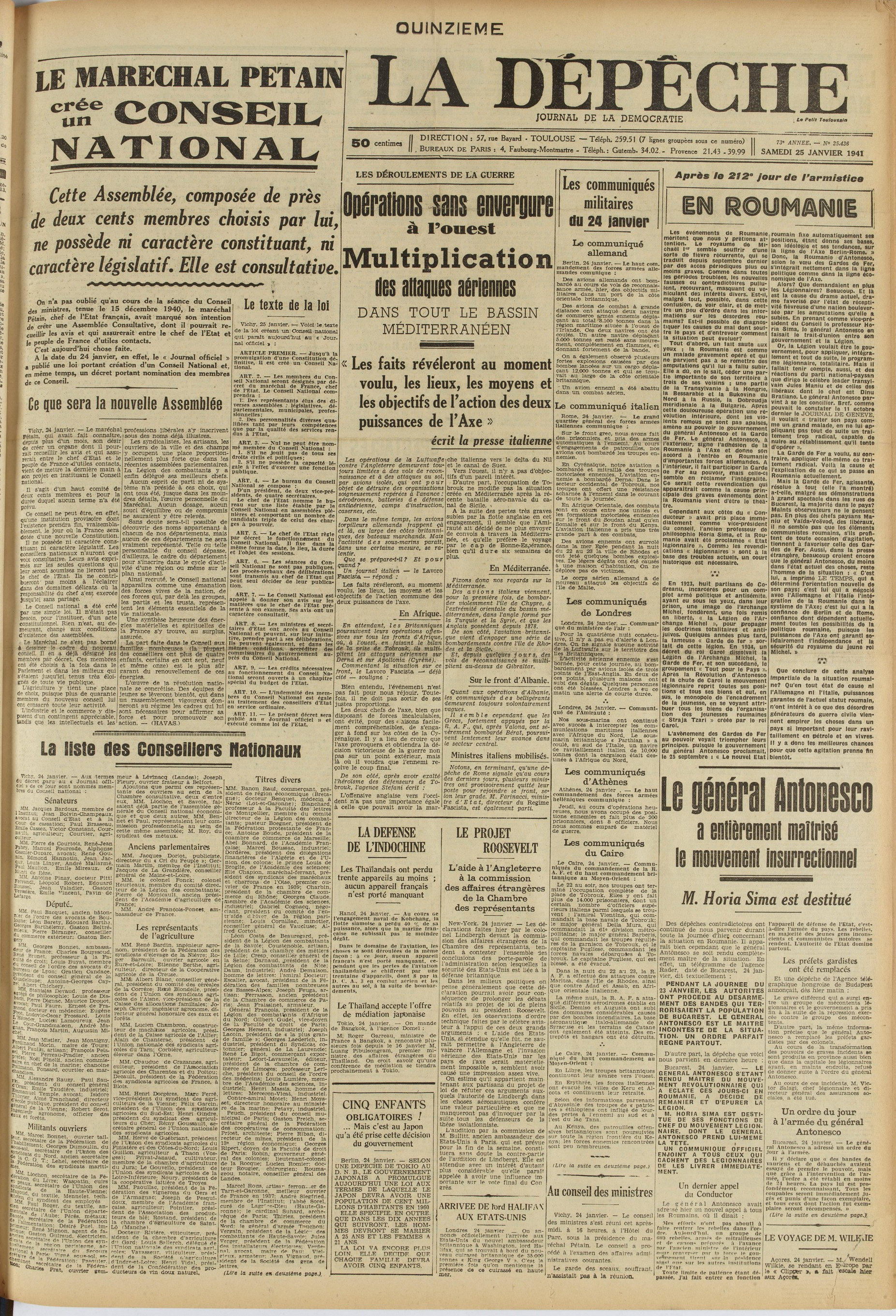
Le samedi 25 janvier 1941 guerre mondiale, La Dépêche annonce la création du Conseil national.

Le régime de Vichy, qui avait mis un terme à la démocratie et au parlementarisme, a cherché une forme de représentation pour remplacer la démocratie représentative fondée sur le suffrage universel égalitaire. La crise du 13 décembre 1940 entre le chef de l'État, le maréchal Philippe Pétain, et le vice-président du Conseil, Pierre Laval entraîne une volonté de rallier les élites politiques du pays au gouvernement de Vichy, notamment dans la zone occupée, où Laval bénéficie du soutien des Allemands et de la presse parisienne. Les nouvelles autorités ont pu également chercher à présenter un « visage politique plus décent » aux démocraties anglo-saxonnes. 
Cette recherche aboutit à l'annonce par Flandin, le 22 janvier 1941, de la création d'une « assemblée consultative », avec une première liste de conseillers nationaux faisant la part belle aux parlementaires et aux hommes d'affaires. Toutefois, sous la pression de l'amiral Darlan, Flandin démissionne le 9 février 1941. Nommé à sa place, Darlan modifie le projet initial, en revenant notamment sur la suppression de l'indemnité de fonction. Le Conseil national se réunit à partir de mars 1941.

### Composition
Il était prévu une chambre de 200 membres désignés par le chef de l'État et une autre de 300 membres dont la moitié serait également choisie par le chef de l'État, et l'autre moitié élue par les assemblées provinciales, parmi les anciens combattants, les pères de famille nombreuses et des représentants de groupements professionnels et autres unités organiques « réelles ».
C'est une assemblée mixte, où se côtoient des parlementaires et des conseillers socio-professionnels. Elle est composée de 213 conseillers : 77 parlementaires — 28 sénateurs et 49 députés — et 136 représentants des élites sociales, économiques et culturelles. Un peu plus de 10 % des parlementaires disponibles y siègent, mais ils représentent presque un tiers du conseil,.
Les membres sont choisis par le gouvernement, et l'on y trouve des personnalités, comme le pianiste Alfred Cortot, le physicien Louis de Broglie, Louis Lumière, le savant Georges Claude, également industriel, le diplomate André François-Poncet, les hommes de lettres Joseph de Pesquidoux et Abel Bonnard, membres de l'Académie française, des dignitaires de l'Église catholique. D'anciens ministres de la Troisième République : Georges Bonnet, Germain Martin, Émile Cassez, Lucien Lamoureux. Des sénateurs et députés. Ainsi que des représentants de la Légion française des combattants comme Joseph Darnand. Plusieurs présidents d'une chambre de commerce, tels Antoine Boude, (Marseille), Paul Charbin (Rhône), ou Pierre Thiriez (Nord), patron lillois du textile. D'autres représentants du monde des affaires comme Gabriel Cognacq, directeur de La Samaritaine, l'armateur Jean Fraissinet, le métallurgiste Léon Daum, Henri Pavin de Lafarge (par ailleurs sénateur), Georges Laederich, président du syndicat cotonnier de l'Est, le cimentier Joseph Merceron-Vicat ou encore l'industriel cotonnier Marcel Boussac, familier de Pierre-Étienne Flandin,. Des représentants du monde agricole, tels Rémy Goussault ou le théoricien du corporatisme agrarien et chrétien Louis Salleron, de l'Union nationale des syndicats agricoles. Des syndicalistes CGT pacifistes et anticommunistes, proches du ministre René Belin, en sont aussi membres, tels Pierre Vigne, secrétaire général de la Fédération du sous-sol, Auguste Savoie, de la Fédération de l'alimentation, Claude Liochon, secrétaire général des travailleurs du livre, Marcel Roy, secrétaire de la Fédération des métaux et Georges Dumoulin, ancien socialiste. Plusieurs de ces syndicalistes sont proches voire membres du comité de direction de l'hebdomadaire L'Atelier : Marcel Bonnet, Dumoulin, Ehlers, Gaston Guiraud, Liochon, Masbatin, Roger Paul, Roy, Savoie et Vigne. D'autres syndicalistes sont issus de la Confédération française des travailleurs chrétiens (CFTC) ou de la Confédération des syndicats professionnels français, proches du PSF, tel le jeune Désiré Puel, benjamin du Conseil (il est né en 1912), militant ouvrier du Tarn, chargé de la liaison des SPF en zone libre en 1941, proche du PSF et du Petit Journal. Figurent encore au conseil des universitaires, des avocats, des médecins, tel le professeur Leriche, président de l'ordre, des artisans.
Parmi les personnalités politiques, il y a :
- La mouvance fasciste ou proto-fasciste, représentée par certains de ses chefs de file, notamment Jacques Doriot (Seine), chef du Parti populaire français.
- Quelques dirigeants de la mouvance agrarienne : Louis Guillon (Vosges), ancien député, fondateur du Parti républicain agraire et social, le député Pierre Mathé (Côte-d'Or), et Henri Dorgères, délégué à la propagande du Comité central d'action et de défense paysanne.
- Le Parti social français, représenté, avec son chef le colonel François de La Rocque - qui en démissionne 6 mois plus tard - ou Stanislas Devaud, député de Constantine en Algérie.
- La droite conservatrice, représentée par l’intermédiaire des députés Augustin Michel (Haute-Loire), Emmanuel Temple (Aveyron), Ernest de Framond de La Framondie (Lozère), Jean Crouan (Finistère), François Martin (Aveyron), membres de la Fédération républicaine, le sénateur Louis Linÿer (Loire-Inférieure), ainsi que des parlementaires conservateurs comme Léopold Robert dit Jean Yole (Vendée), les députés Robert Sérot (Moselle), et Émile Taudière (Deux-Sèvres), républicains indépendants et Jean Le Cour-Grandmaison (Loire-Inférieure), député, vice-président de la Fédération nationale catholique.
- Le centre-droit, représenté par des députés Paul Bacquet (Pas-de-Calais), Léon Baréty (Alpes-Maritimes), Louis de Diesbach de Belleroche (Pas-de-Calais), Maurice Drouot (Haute-Saône), Joseph Féga, Pierre Dignac (Gironde), André Magnan (Loire), Aimé Tranchand (Vienne) et des sénateurs Jean Boivin-Champeaux (Calvados), Charles Bouissoud, Victor Constant (Seine), Charles-Henri Cournault (Meurthe-et-Moselle), Jean Fabry (Doubs), membres ou proches de l’Alliance démocratique.
- Autre tendance également présente dans ce Conseil, la mouvance « radicale indépendante » : l’ancien député et ministre Louis Germain-Martin, les députés Albert Dubosc (Seine-Inférieure), Louis Buyat (Isère), Jean Montigny (Sarthe), Paul Saurin (Oran), Gratien Candace (Guadeloupe), ainsi que les sénateurs Jacques Bardoux (Puy-de-Dôme), Edmond Hannotin (Ardennes), Émile Mireaux (Hautes-Pyrénées), André Mallarmé (Alger), Édouard Roussel (Nord) y siègent.
- Le centre-gauche est représenté par des radicaux-socialistes, de la mouvance pacifiste de l'avant-guerre : les députés Albert Chichery (Indre), Georges Bonnet, Lucien Lamoureux (Allier), Jean Mistler (Aude), et les sénateurs de la Gauche démocratique Pierre de Courtois (Basses-Alpes), Émile Cassez (Haute-Marne, ancien ministre), Paul Maulion (Morbihan). On trouve également quelques « socialistes indépendants » : les députés Édouard Barthe (Hérault) et Antoine Cayrel (Gironde), ainsi que le sénateur René Gounin (Charente). Enfin, Gaston Bergery (Seine-et-Oise), député du Parti frontiste, ancien radical-socialiste, fit également partie de ce Conseil.
- Enfin, un quarteron de socialistes, également pacifistes, est également appelé à siéger à ce conseil : les députés René Brunet, Paul Faure (Saône-et-Loire), Isidore Thivrier (Allier), Louis L'Hévéder (Morbihan).
- S’ajoutent quelques indépendants : les sénateurs non-inscrits Paul Brasseau (Seine-et-Oise), René Courtier (Seine-et-Oise), Jean Jacquy (Marne), Manuel Fourcade (Hautes-Pyrénées).

En mars 1941, quatre personnalités musulmanes de l'Algérie sont nommées au conseil. 
En novembre, des prisonniers de guerre libérés sont nommés : Amiaud, professeur de droit à l'université de Paris, Gustave Bonvoisin, directeur général du comité central des allocations familiales et ancien vice-président du Comité France-Allemagne, Claude-Joseph Gignoux, Marcel Hovaere, industriel, Ferdinand Sarraz-Bournet, armateur. Les rejoignent Mgr Beaussart, des maires de communes de la région parisienne (Pierre Champion, de l'Institut, Fillon, Labeyrie), Lucien Lassalle, président de la chambre de commerce de Paris, Roger Grand, les députés Jean Crouan, Alfred Duault et Pierre Mathé, le sénateur Georges Pernot, les syndicalistes Roger Vitrac, Maurice Porreye et René Bard, les industriels Albert Dubosc et Robert Vandendriesche, filateur de coton à Saint-Quentin. Ils remplacent 18 conseillers radiés le 2 novembre 1941 : André Siegfried, le cardinal Suhard, Eugène Frot, à leur demande, les parlementaires Georges Barthélémy, Ludovic-Oscar Frossard, Alphonse Gasnier-Duparc, maire de Saint-Malo, Gaston Beltrémieux, Pierre Béranger, Ferdinand Morin, maire de Tours, Alexandre Rauzy ainsi que Louis Férasson, ancien président de la Chambre de commerce de Paris (1936-1940), le général de La Laurencie, Marcel Boussac, Henri Ehlers, du syndicat des gens de mer, le docteur Jean Rougier, Émile Cresp, maire de Montrouge, le syndicaliste Georges Dumoulin, militant collaborationniste de l'hebdomadaire L'Atelier et du Rassemblement national populaire de Marcel Déat.
Plusieurs prêtres siègent au conseil : un cardinal, Emmanuel Suhard, archevêque de Paris - brièvement -, un évêque, Mgr Roger Beaussart, coadjuteur de l'archevêque de Paris jusqu'à démission en 1945 (qui remplace le cardinal Suhard), un chanoine, Lucien Polimann, ancien directeur des œuvres diocésaines, directeur de La Croix meusienne, député de la Meuse et figure du monde combattant dans ce département, condamné à 5 ans de réclusion à la Libération, et Louis Sorel, simple curé de Lagrâce-Dieu en Haute-Garonne, abattu par la Résistance en décembre 1943.
L'historien du protestantisme Patrick Cabanel dénombre six protestants, soit 3 % des 213 membres du conseil : le pasteur Marc Boegner, président de la Fédération protestante de France, les armateurs Jean Fraissinet et Léonce Vieljeux, le député François-Martin, le sénateur André Mallarmé, le politologue André Siegfried. Auxquels il faut ajouter l'industriel vosgien Georges Laederich, ce qui porte à 7 le nombre de protestants. Leur attitude fut très variable : Siegfried refuse de siéger au conseil national, Fraissinet démissionne du conseil en avril 1942, par refus de la collaboration, François Martin est nommé préfet mais démissionne en 1943, Vieljeux entre dans la résistance, est déporté et assassiné en 1944, Laederich demeure pétainiste, est condamné à deux ans de prison en 1946 et sera membre du comité directeur de l'Association pour défendre la mémoire du maréchal Pétain.
Parmi les patrons, certains se sont engagés en politique avant la guerre. Ce sont des « patrons de combat » qui ont combattu les communistes et la CGT, tels Fraissinet, Laederich, Jules Verger, un patron d'une PME. Certains s'intéressent aux questions sociales et sont à la pointe de l'idéologie sociale de la Révolution nationale. Tel Jules Verger, proche de Pétain, militant du corporatisme et de la « collaboration des classes » depuis 1936, membre en 1941 du Comité de l'organisation professionnelle (aux côtés des syndicalistes Jacques Savoie et Marcel Roy), du conseil supérieur de la Charte (en novembre 1941 ; il en est exclu l'année suivante). Ou Laederich, actif dans l'Office des comités sociaux. Tous deux seront titulaires de la francisque et seront désignés membres du Conseil supérieur de l'économie industrielle et commerciale, fondé en 1942. Thiriez et Merceron-Vicat, également titulaire de la francisque, sont désignés en juin 1941 membres du comité consultatif du Centre d'information interprofessionnel. Plusieurs représentants du monde des affaires seront membres du comité de patronage de la Légion des volontaires français contre le bolchevisme : Verger, qui en outre fera partie du comité d'honneur de l'exposition Le Bolchevisme contre l'Europe, Gabriel Cognacq ou Georges Claude. Certains seront internés à la Libération, et soit acquittés (Verger), soit condamnés pour collaboration politique (Laederich, Georges Claude, Merceron-Vicat).
Parmi les syndicalistes, Marcel Roy (CGT), Auguste Savoie (CGT) et René Mignon (SPF) sont désignés en 1941 membres du Comité de l'organisation professionnelle, et en novembre 1941 membres du Conseil supérieur de la Charte du travail, Roy et Savoie sont désignés en 1942 membres du Conseil supérieur de l'économie industrielle et commerciale et membres du comité d'information et de propagande ouvrières. Roy est aussi le vice-président de la commission consultative ouvrière de l'Office des comités sociaux. Puel (SPF) collabore au Midi socialiste et est désigné par Vichy en mai 1942 co-directeur et animateur de la nouvelle émission de radio de la Radiodiffusion nationale, Radio-travail, avec Michel-Pierre Hamelet.

### Fonctionnement
Tout a été prévu pour empêcher la reconstitution d'une vie parlementaire : pas d'assemblée plénière, aucune publicité des débats, des commissions temporaires, un conseil uniquement consultatif. Il s'est réuni de mai 1941 à mars 1942, au siège du Conseil à Vichy, à la villa Strauss, au 4, rue de Belgique. Il élabore des textes constitutionnels et des avis.
Un certain nombre de commissions sont créées. En sont membres des conseillers nationaux ainsi que d'autres personnalités désignées par le chef de l'Etat. La première commission qui siège du 6 mai au 11 juin 1941, puis en août lors d'une seconde session, est chargée de l'étude de la réorganisation administrative. Présidée par Lucien Romier, elle élabore un projet visant à rétablir les anciennes provinces. Après le 10 juin, une autre commission se penche sur l'administration municipale. Elle réfléchit à l’avenir des communes, bases de « l’armature nouvelle indispensable au redressement (du pays) », et fondées sur les principes « selon lesquels le maintien des libertés locales pourra s’allier à une réforme indispensable de la tutelle de l’Etat sur les municipalités », selon le message du maréchal Pétain. Elle est présidée par Jean Valadier, ancien vice-président du Sénat. En juillet, une troisième commission est instituée, celle de la constitution. Elle est présidée par le ministre de la justice Joseph Barthélemy. Elle rédige durant l'année 1941 les dispositions essentielles de la future constitution, qui ne sera jamais ratifiée. En septembre, une autre commission étudie les moyens d'améliorer la compréhension entre le pays et le gouvernement. En novembre siège la 5e commission, celle de l’organisation économique, présidée par Claude-Joseph Gignoux, ancien président de la Confédération générale du patronat français. En décembre 1941 siège la deuxième session de la commission de l'information générale, présidée par Victor Constant. En février 1942 fonctionne une commission d'études de la région parisienne, présidée par Romier. Enfin, en mars 1942, une commission d'études des questions de jeunesses est mise en place. Elle est présidée par Gilbert Gidel, recteur de l'université de Paris. Et en avril, la troisième session de la commission de l'information générale débute.

### Fin
En 1943, revenu aux affaires, Pierre Laval réforme le Conseil national, en introduisant les présidents des conseils départementaux, mais la réforme n'est pas appliquée et le Conseil national n'est plus réuni.

### Membres nommés le 25 janvier 1941,

Conseil national au 25 janvier 1941
Gauche: 36 sièges
Centre gauche: 13 sièges
Syndicalistes CGT: 9 sièges
Divers Syndicalistes: 12 sièges
Sans étiquette: 10 sièges
Représentants civils sans étiquette: 63 sièges
Syndicalistes CFTC: 3 sièges
Syndicalistes UNSA: 4 sièges
Centre droit: 15 sièges
Droite: 23 sièges

## Membres

### Membres nommés le 25 janvier 1941[40],[41]

#### Sénateurs
- Jacques Bardoux (Puy-de-Dôme), sénateur du groupe UDR[42], membre de l'Institut ;
- Jean Boivin-Champeaux (Calvados), sénateur du groupe UR[43], avocat au Conseil d’État et à la Cour de cassation ;
- Paul Brasseau (Seine-et-Oise), sénateur non-inscrit. Son hostilité au régime de Vichy lui vaut d'être emprisonné à Fresnes durant l'Occupation ;
- Émile Cassez (Haute-Marne), sénateur du groupe GDRRS, ancien ministre de l'Agriculture ;
- Victor Constant (Seine), sénateur du groupe UR ;
- Charles-Henri Cournault (Meurthe-et-Moselle), sénateur du groupe UR, agriculteur ;
- René Courtier (Seine-et-Oise), sénateur non-inscrit, agriculteur ;
- Pierre de Courtois (Basses-Alpes), sénateur du groupe GDRRS ;
- Jean Fabry (Doubs), sénateur du groupe UR ;
- Manuel Fourcade (Hautes-Pyrénées), sénateur du groupe UR ;
- Alphonse Gasnier-Duparc (Ille-et-Vilaine), sénateur du groupe GDRRS, avocat ;
- René Gounin (Charente), sénateur du groupe SOC ;
- Edmond Hannotin (Ardennes), magistrat et sénateur du groupe UDR ;
- Jean Jacquy (Marne), sénateur du groupe UR ;
- Louis Linÿer (Loire-Inférieure), sénateur du groupe ANRS ;
- André Mallarmé (Alger), sénateur du groupe GDRRS ;
- Paul Maulion (Morbihan), sénateur du groupe GDRRS ;
- Émile Mireaux (Hautes-Pyrénées), sénateur du groupe GDRRS ;
- Henri de Monti de Rezé (Mayenne), sénateur du groupe ANRS, ancien officier de cavalerie ;
- Antoine Pinay (Loire), sénateur du groupe GDRRS ;
- François Pitti-Ferrandi (Corse), sénateur du groupe ANRS, docteur ;
- Léopold Robert dit Jean Yole (Vendée), sénateur non-inscrit, écrivain ;
- Édouard Roussel (Nord), sénateur du groupe UDR et industriel du textile ;
- Jean Valadier, (Eure-et-Loir), sénateur du groupe GDRRS ;
- Gaston Veyssière (Seine-Inférieure), sénateur du groupe ANRS ;
- Émile Vincent (Côte-d'Or), sénateur du groupe UDR ;
- Henri Pavin de Lafarge (Ardèche), sénateur du groupe UR et industriel ;

#### Députés
- Paul Bacquet (Pas-de-Calais), député AD[44], ancien bâtonnier de l'ordre des avocats de Boulogne ;
- Léon Baréty (Alpes-Maritimes), député AD, conseiller général ;
- Édouard Barthe (Hérault), député USR ;
- Georges Barthélémy (Seine), député SFIO ;
- Gaston Beltrémieux (Pas-de-Calais), député SFIO ;
- Pierre Béranger (Eure), député AD, conseiller du commerce extérieur ;
- Gaston Bergery (Seine-et-Oise), ambassadeur de France, député PF ;
- Georges Bonnet (Dordogne), ambassadeur de France, député PRV, descendant de la dynastie Pelletan ;
- Charles Bouissoud (noté L. Bouyssoud), député AD ;
- René Brunet (Drôme), député SFIO, professeur à la faculté de Droit ;
- Louis Buyat (Isère), député AD, membre du Conseil de l'ordre des avocats du barreau de Lyon ;
- Gratien Candace (Guadeloupe), député GR, vice-président de la Chambre depuis 1938, président du conseil général de la Guadeloupe[45] ;
- Antoine Cayrel (Gironde), député GI ;
- Albert Chichery (Indre), député PRV ;
- Stanislas Devaud (Constantine), député RI, professeur agrégé de philosophie ;
- Louis de Diesbach de Belleroche (Pas-de-Calais), député AD ;
- Pierre Dignac (Gironde), député AD ;
- Maurice Drouot (Haute-Saône), député AD, avocat ;
- Joseph Féga (Alsace), député AD et industriel ;
- Paul Faure (Saône-et-Loire), député SFIO, ancien secrétaire général de la SFIO ;
- Ernest de Framond de La Framondie(Lozère), député FRF, docteur en médecine ;
- Eugène Frot (Loiret), député USR ;
- Ludovic-Oscar Frossard (Martinique), député non-inscrit, ex-député SFIO (1928-1936) ;
- Louis L'Hévéder (Morbihan), député SFIO ;
- Lucien Lamoureux (Allier), député PRV, ancien ministre ;
- Jean Le Cour-Grandmaison (Loire-Inférieure), député non-inscrit, président de la Fédération nationale catholique ;
- André Magnan (Loire), député AD ;
- François Martin (Aveyron), député FRF ;
- Augustin Michel (Haute-Loire), député FRF ;
- Jean Mistler (Aude), écrivain et député PRV ;
- Jean Montigny (Sarthe), député GR ;
- Ferdinand Morin (Indre-et-Loire), député SFIO, maires de Tours ;
- Albert Paulin (Puy-de-Dôme), député SFIO, artisan ;
- François Peissel (Rhône), député RI ;
- Pierre Perreau-Pradier (Yonne), député AD, ancien préfet ;
- Noël Pinelli (Seine), député IR, ancien commissaire en chef de la marine ;
- Lucien Polimann (Meuse), député RI et prêtre ;
- Henry Ponsard (Bouches-du-Rhône), député RI, courtier en marchandises ;
- Alexandre Rauzy (Ariège), député SFIO ;
- Paul Saurin (Oran), député GR, président du Conseil général d'Oran ;
- Robert Sérot (Moselle), député RI, ingénieur agronome, officier des Eaux et Forêts ;
- Émile Taudière (Deux-Sèvres), député RI et industriel ;
- Emmanuel Temple (Aveyron), député FRF, avocat ;
- Isidore Thivrier (Allier), député SFIO, entra par la suite en résistance ;
- Aimé Tranchand (Vienne), député GR, directeur d'école publique, président du Conseil général de la Vienne ;

#### Anciens parlementaires
- Jacques Doriot (Seine), ex-député communiste[46], publiciste, directeur du Cri du peuple, chef du Parti populaire français ;
- Joseph Fleury (Belfort), syndicaliste, ouvrier fraiseur à Belfort Roy ;
- René Fonck (Vosges), ex-député GRD, colonel ;
- André François-Poncet (Seine), ex-député ADS, ambassadeur de France ;
- Louis Germain-Martin (Seine), ex-député GI et ministre, membre de l'Institut ;
- Louis Guillon, fondateur du Parti républicain agraire et social (PRAS), ex-député IAESP ;
- Alfred Heurtaux (Seine), ex-député RG, lieutenant-colonel, inspecteur de l'aviation de chasse, membre du Comité directeur de la Légion française des combattants ;
- Pierre de Monicault (Ain), ex-député URD, ancien président de l'Académie d'agriculture de France, président du Syndicat des journaux et périodiques des départements (SJPD) ;

#### Militants ouvriers
- Marcel Bonnet, syndicaliste CGT[47], ouvrier tailleur, secrétaire de la Fédération de l'Habillement, membre de SFIO ;
- Georges Dumoulin, syndicaliste CGT[48], du Sous-Sol, ex-anarchiste, secrétaire de l'Union des Syndicats du Nord, ancien secrétaire de la CGT, ancien membre de la SFIO ;
- Eugène Ehlers, syndicaliste CGT[49], secrétaire général de la Fédération des Syndicats Maritimes ;
- Gaston Guiraud dit P’tite Gueule (Gironde), syndicaliste CGT[50], ajusteur-électricien, ancien secrétaire du Syndicat national des industries électriques de la Seine, secrétaire de l’Union des syndicats de la région parisienne, militant socialiste d’Ivry-sur-Seine (Seine, Val-de-Marne) ;
- Claude Liochon, syndicaliste CGT[51], secrétaire général de la Fédération des Travailleurs du Livre (CGT) ;
- Armand Masbatin (noté Maspatin), syndicaliste CGT[52], cuirs et peaux, secrétaire de l'Union départementale CGT de la Haute-Vienne ;
- Jean-Benoît Mayoud dit Benoît Mayoud, syndicaliste CFTC[53], du textile, secrétaire du Comité des syndicats textiles du Sud-Est ;
- Jules Mennelet, syndicaliste CFTC[54], secrétaire général de la Fédération française des Syndicats chrétiens d’employés techniciens et chefs de service, employé dans la métallurgie, secrétaire général adjoint de la CFTC ;
- René Mignon, syndicaliste SPF, secrétaire adjoint des SPF (délégué pour la zone occupée), du syndicat des agents de fabrique, mort en décembre 1941[55] ;
- Mentor Pasquier, syndicaliste CGT[56], facteur puis permanent, ancien secrétaire de l’Union CGTU du Midi, puis de la Fédération nationale des cheminots réunifiée ;
- Roger Paul, syndicaliste CGT[57], secrétaire général du syndicat CGT du Textile, secrétaire adjoint de l’Union départementale CGT de l’Aube ;
- Jean Pérès, syndicaliste CFTC[58], mécanicien-électricien, un des fondateurs des syndicats CFTC dans le Sud-Ouest, secrétaire confédéral puis secrétaire de la Fédération de la Métallurgie ;
- Charles Prat (Landes), syndicaliste CGT[59], gemmeur, secrétaire général de l’Union départementale CGT des Landes (1938-1939), secrétaire de la fédération des Gemmeurs du Sud-Ouest 1938-1953, membre du Parti socialiste ;
- Désiré Puel, syndicaliste SPF[60], secrétaire adjoint (chargé de la zone non-occupée[61]), militant ouvrier du Tarn, rédacteur du Petit Journal, membre du PSF, représentant du Syndicat de l’Imprimerie ;
- Marcel Roy, syndicaliste CGT[62], ajusteur mécanicien, secrétaire de la Fédération CGT des Métaux ;
- Auguste Savoie, syndicaliste CGT[63], ouvrier boulanger parisien, secrétaire de la Fédération de l’Alimentation, secrétaire de l’Union des syndicats de la Seine ;
- Pierre Vigne (Seine), syndicaliste CGT[64], mineur, secrétaire de la Fédération CGT du Sous-Sol ;

#### Représentants de l'agriculture
- René Bardin (Nièvre), propriétaire exploitant à Chevenon, ingénieur agronome, président de la Fédération des syndicats d'élevage de la Nièvre depuis 1922[65] ;
- Roger Barrault (Eure-et-Loir), ouvrier agricole ;
- Étienne Berthé (Creuse), agriculteur, directeur de coopérative agricole ;
- Albert Blanc (Corrèze), conseiller général, ingénieur agronome, président du comité des céréales de la Corrèze ;
- René Blondelle (Aisne), président de l'Union des syndicats agricoles de l'Aisne ;
- Joseph Carrier, directeur général des Eaux et forêts ;
- Lucien Chambron (Allier), constructeur de machines agricoles à Moulins, président de la caisse de crédit agricole de l'Allier, militant mutualiste[66] ;
- comte Alain de Chanterac (Tarn), président de l'Union nationale des syndicats agricoles du Tarn (UNSA), propriétaire terrien ;
- Henri Corbière (Orne), agriculteur ;
- Roger Chaudruc de Crazannes (Deux-Sèvres), président de l'association agricole des Charentes et du Poitou ;
- Henri Decault (Loir-et-Cher), président de la Fédération des syndicats horticoles de France ;
- Henri Dorgères (Seine), délégué à la propagande du Comité central d'action et de défense paysanne ;
- Marc Ferre (Vienne), vice-président du syndicat des agriculteurs de la Vienne ;
- Félix Garcin (Saône), président de l'Union agricole du Sud-Est ;
- Henri Gindre (Cher), président du syndicat des agriculteurs du Cher ;
- Rémy Goussault (Seine), secrétaire général de l'UNSA ; futur secrétaire général de la Corporation paysanne[67]
- Hervé Budes de Guébriant (Finistère), président de l'Union des syndicats agricoles du Finistère et des Côtes-du-Nord, cadre de l'UNSA ;
- Privat Janod (noté Privat-Janaud) (Jura), agriculteur à Vescles, catholique[68], membre de la Chambre d'agriculture du Jura ;
- René Le Gouvello (Loire-Inférieure), président de l'Union des syndicats agricoles de Loire-Inférieure ;
- Robert Oury (noté Houry) (Aube), président de la coopérative laitière de Troyes, secrétaire du syndicat des planteurs de betteraves de la région de Troyes[69] ;
- Georges Paouillac (Gers), président de la Fédération des vignerons du Gers[70] ;
- Joseph de Pesquidoux (Gers), académicien ;
- Adolphe Pointier (Somme), président de l'association générale des producteurs de blé (AGPB, 1934[71]), gros exploitant céréalier dans la Somme (Croix-Moligneaux), futur syndic régional puis national (41 mars 1943) de la Corporation paysanne[72] ;
- André Rostand (Manche), président de la chambre d'agriculture de Saint-Lô, maire URD de Flamanville, conseiller général du Canton des Pieux ;
- Roger Rouvière (Gard), viticulteur, docteur en médecine, président de la Chambre d'agriculture du Gard, président de la Confédération des vignerons du Sud-Est ;
- Louis Salleron (Seine), délégué de l'UNSA ;
- Charles Vavasseur, (Indre-et-Loire), président de la société d'agriculture d'Indre-et-Loire ;
- Henri Vidal (Pyrénées-Orientales), président de la Confédération des producteurs de vins doux naturels ;

#### Représentants du commerce, de l'artisanat et de l'industrie
- Lucien Bahon-Rault (Ille-et-Vilaine), président de région économique, président de la Chambre de commerce de Rennes, imprimeur, fondateur et président du conseil d'administration de la Banque populaire de l'Ouest ;
- Antoine Boude, président de la Chambre de commerce de Marseille (1937-1941), président de la région économique de Marseille, administrateur-directeur des Raffineries de soufre réunies[73] ;
- Marcel Boussac, industriel du textile;
- Élie Chapion (noté Élie Champion) (Oise), président du syndicat des maréchaux et charrons de l'Oise ;
- Paul Charbin, président de la chambre de commerce du Rhône ;
- Gabriel Cognacq (Seine), gérant de la Samaritaine, président du comité de l'Entraide d'hiver de la région parisienne (antenne parisienne du Secours national)[74] ;
- Albert Coustenoble (Nord), président de la chambre des métiers du Nord, maître-boulanger à Lille, président du syndicat patronal départemental de la boulangerie du Nord, président de l'Union des artisans boulangers du Nord, président des boulangers de Lille ;
- Léon Daum, industriel, administrateur et directeur général de la Compagnie des forges et aciéries de la marine et d'Homécourt depuis 1927 ;
- Louis Férasson, ancien président de la Chambre de Commerce et d'Industrie de Paris de 1936 à 1940[75], directeur général de la Banque industrielle de l'Afrique du Nord[76]
- Jean Fraissinet (Bouches-du-Rhône), armateur et patron de presse;
- Georges Hersent (Seine), entrepreneur de travaux publics, titulaire de la francisque ;
- Georges Laederich (Vosges), industriel du textile, titulaire de la francisque ;
- Fernand Lefort-Lavauzelle (Haute-Vienne), éditeur-imprimeur (Charles-Lavauzelle et Cie), président de la Chambre de commerce de Limoges[77] ;
- Joseph Merceron-Vicat, patron de la société Vicat ;
- Jean Pétavy (Seine), industriel, administrateur-délégué et directeur général de la filiale française de la société des pneumatiques Dunlop, titulaire de la francisque[78] ;
- Paul Riban (noté Pierre Ribau) (Cantal), administrateur-directeur des mines de Champagnac (Cantal);
- Marcel Rous (Tarn-et-Garonne), artisan ferronnier ;
- Pierre Thiriez (Nord), industriel du textile, président de la Chambre de commerce du Nord ;
- Jules Verger (Seine), président de la Fédération des installateurs électriciens ;
- Léonce Vieljeux (noté Vielgieux) (Charente-Maritime), armateur ;

#### Élus locaux
- Émile Bordères (noté Dorgères et Dordères) (Alger), président des Délégations financières de l'Algérie et de l'Union des colons ;
- Louis Cornillac (Vaucluse), conseiller général ;
- Émile Cresp (Seine), conseiller général de la Seine, membre de la SFIO ;
- Joseph Esquirol (Haute-Garonne), président de la commission départementale de Haute-Garonne, ancien conseiller général, maire de Le Fousseret, notaire ;
- vicomte Jacques de La Grandière (Maine-et-Loire), maire de Grez-Neuville, conseiller général de Maine-et-Loire, capitaine, décoré de la Légion d’honneur ;
- Louis Peuch (1859-1945) (Seine), président du conseil municipal de Paris, de janvier 1940 à décembre 1941, conseiller municipal de 1908 à 1944[79] ;
- Paul Roumégoux (Landes), conseiller général ;
- Jean Rougier (Lot), conseiller général, médecin, futur résistant et futur député SFIO ;
- Pierre Verdenal (Basses-Pyrénées), maire de Pau, avocat ;

#### Anciens combattants, dirigeants de laLégion française des combattants
- Marcel Blanchard, (Isère), professeur d'histoire moderne et contemporaine à la faculté des lettres de Montpellier, grand mutilé de guerre, membre du comité directeur de la Légion française des combattants, ancien président de la fédération de l'Hérault de l'Union fédérale des associations françaises d'anciens combattants (UF). Nommé recteur de l'université de Grenoble en 1941, il est révoqué et nommé à la Sorbonne en 1943[80].
- (comte) Léon Costa de Beauregard (Savoie), président de la Légion française des combattants de la Savoie ;
- Joseph Darnand (Alpes-Maritimes), président de la Légion française des combattants de Nice ;
- Léon François (Oran), général de corps d'armée (1936), président de la Légion française des combattants d'Afrique du Nord d'octobre 1940 à décembre 1941, ancien commandant des troupes françaises au Maroc (1936-1940)[81] ;
- Antonin Vergain (Haute-Savoie), président de la Légion des combattants de Haute-Savoie, ancien président de l'Association des mutilés et anciens combattants de Haute-Savoie, affiliée à l'UF, sous-chef de service à la trésorerie générale de Haute-Savoie en 1940[82] ;

#### Personnalités diverses
- Georges Benquet (Lot-et-Garonne), médecin ;
- Marc Boegner, pasteur, président de la Fédération protestante de France ;
- Abel Bonnard, académicien, ministre de l'Éducation nationale de 1942 à 1944 ;
- prince Louis-Victor de Broglie, membre de l'Académie des sciences ;
- Georges Claude, chimiste membre de l'Institut ;
- Alfred Cortot (Seine), compositeur, pianiste ;
- André Demaison, écrivain ;
- Jules-Théophile Docteur (Seine), vice-amiral et directeur de presse ;
- Émile Escallier (Basses-Alpes), président de la fédération des familles nombreuses des Basses-Alpes ;
- Gilbert Gidel (Seine), vice-doyen de la faculté de droit de Paris, nommé recteur de l'Académie de Paris (octobre 1941-août 1944)[83] ;
- Gaston Lacoin (noté Joseph Lacoin) (Seine), président de la Plus Grande Famille ;
- Benoît-Léon de Fornel de La Laurencie, général ;
- René Le Bigot (Côtes-du-Nord), commerçant explorateur ;
- René Leriche (Seine), professeur de médecine, président du Conseil de l'ordre des médecins ;
- Louis Lumière, membre de l'Académie des sciences, industriel ;
- Henri Massis (Seine), homme de lettres et journaliste, maurrassien ;
- Charles-Édouard Motet (Var), contre-amiral ;
- Henri Moysset, secrétaire d'État à la vice-présidence du Conseil puis ministre d'État ;
- Gaston Prache (noté Gaston Preich), secrétaire général de la Fédération des coopératives de consommation (1935-1941) puis président de la Société générale des coopératives de consommation (1941-1945), directeur général de la société du magasin de gros des coopératives de France[84], proche du RNP et de l'hebdomadaire L'Atelier[11] et ancien cadre du comité français du Rassemblement universel pour la paix, désigné en 1944 par le régime de Vichy membre du Conseil supérieur du travail et du Conseil supérieur de la solidarité nationale[85];
- Henri Prost (noté Priost) (Seine), architecte ;
- Georges Ripert, juriste, doyen de la faculté de droit de Paris ;
- René Robin, ancien gouverneur général de l'Indochine (1934-1936)[86] ;
- François de La Rocque (Seine), lieutenant-colonel, chef du Parti social français ;
- Lucien Romier, ancien directeur du Figaro, chargé de mission en tant que délégué du maréchal au Conseil national, puis ministre d'État du 11 août 1941 à sa démission le 31 décembre 1943. ;
- André Siegfried, membre de l'Institut ;
- Louis Sorel, curé de Lagrâce-Dieu (Haute-Garonne) ;
- Emmanuel Suhard, archevêque de Paris ;
- Robert-Auguste Touchon (Isère), général ;
- Jean Vignaud (Seine), président de la Société des gens de lettres (1936-1944), romancier, directeur littéraire du Petit Parisien[87] ;

### Membres nommés le 25 mars 1941[12]

Conseil national au 25 mars 1941
Gauche: 36 sièges
Centre gauche: 13 sièges
Syndicalistes CGT: 9 sièges
Divers Syndicalistes: 12 sièges
Sans étiquette: 10 sièges
Représentants des Musulmans d'Algérie: 4 sièges
Représentants civils sans étiquette: 63 sièges
Syndicalistes CFTC: 3 sièges
Syndicalistes UNSA: 4 sièges
Centre droit: 15 sièges
Droite: 23 sièges

- Ahmed Ibnon Zekir, professeur à la Medersa d'Alger, président de la commission du culte musulman ;
- Chérif Sisbane, avocat, ancien président de la section arabe des délégations financières ;
- Abderrahmane Boukderdenna, pharmacien ;
- Boucif Benchika, agriculteur, vice-président de la fédération des fallabs ;

### Membres nommés le 11 novembre 1941

Conseil national au 11 novembre 1941
Gauche: 30 sièges
Centre gauche: 14 sièges
Syndicalistes CGT: 9 sièges
Divers Syndicalistes: 13 sièges
Sans étiquette: 13 sièges
Représentants des Musulmans d'Algérie: 4 sièges
Représentants civils sans étiquette: 65 sièges
Syndicalistes CFTC: 3 sièges
Syndicalistes UNSA: 5 sièges
Centre droit: 15 sièges
Droite: 27 sièges

### Membres nommés le 11 novembre 1941[88]

#### Prisonniers de guerre libérés
- André Amiaud (Seine), professeur à la faculté de droit de Paris ;
- Gustave Bonvoisin (Seine), directeur général du comité central des allocations familiales et des assurances sociales, ancien vice-président du Comité France-Allemagne ;
- Claude-Joseph Gignoux, président de la Confédération générale de la production française de 1936 à 1940, économiste, ex-député ADS et ministre ;
- Marcel Hovaere (Nord), industriel, délégué régional à la jeunesse et directeur du secrétariat des prisonniers libérés pour le Nord[89] ;
- Ferdinand Sarraz-Bournet (Pas-de-Calais), armateur ;
- Eugène Frot (Loiret), député USR ;

#### Autres
- René Bard, secrétaire général de la Fédération CGT des mineurs[90] ;
- Roger Beaussart (Seine), coadjuteur du cardinal-archevêque de Paris ;
- Pierre Champion (Seine), membre de l'Institut, maire de Nogent-sur-Marne ;
- Jean Crouan (Finistère), député FRF ;
- Albert Dubosc (Seine-Inférieure), député GR, industriel ;
- Alfred Duault (Côtes-du-Nord), député PDP, industriel ;
- Édouard Fillon (Seine), maire de Bois-Colombes ;
- Roger Grand (Morbihan), membre de l'Académie d'agriculture, ex-président de l'UNSA ;
- Henri Labeyrie (Seine), maire de Pantin (automne 1941) ;
- Lucien Lassalle (Seine), président de la Chambre de commerce de Paris (automne 1941) ;
- Pierre Mathé (Côte-d'Or), député PAPF ;
- Georges Pernot (Doubs), sénateur UR ;
- Maurice Porreye, de l'Union des syndicats du Nord ;
- Robert Vandendriesche (Aisne), industriel du textile ;
- Roger Vitrac, secrétaire du comité de liaison des Syndicats professionnels français (SPF).

#### Membres remplacés
- Georges Barthélémy (Seine), député SFIO ;
- Gaston Beltrémieux (Pas-de-Calais), député SFIO ;
- Pierre Béranger (Eure), député AD, conseiller du commerce extérieur ;
- Marcel Boussac, industriel ;
- Émile Cresp (Seine), conseiller général de la Seine, membre de SFIO ;
- Georges Dumoulin, syndicaliste CGT[48], du sous-sol, ex-anarchiste, secrétaire de l'Union des Syndicats du Nord, ancien secrétaire de la CGT, membre de la SFIO, collaborationniste ;
- Eugène Ehlers, syndicaliste CGT[49], secrétaire général de la Fédération des Syndicats Maritimes ;
- Louis Férasson, président de la Chambre de commerce et d'industrie de Paris de 1936 à 1940
- Benoît-Léon de Fornel de La Laurencie, général ;
- Ludovic-Oscar Frossard (Martinique), député non-inscrit, ex-député SFIO (1928-1936) ;
- Alphonse Gasnier-Duparc (Ille-et-Vilaine), sénateur du groupe GDRRS, avocat ;
- Ferdinand Morin (Indre-et-Loire), député SFIO, maires de Tours ;
- Alexandre Rauzy (Ariège), député SFIO ;
- Jean Rougier (Lot), conseiller général, médecin, futur résistant et futur député SFIO ;
- André Siegfried, membre de l'Institut ;
- Emmanuel Suhard, archevêque de Paris ;